# Российский институт радионавигации и времени
Российский институт радионавигации и времени (РИРВ) — научно-исследовательский институт в Санкт-Петербурге, занимающийся разработкой систем радионавигации и синхронизации. Образован в 1956 году как НИИ-195, с 1966 года Ленинградский научно-исследовательский радиотехнический институт (ЛНИРТИ). С 1991 года носит современное название.
Среди разработок института — системы LORAN-Чайка, GPS-ГЛОНАСС и др. Опытное производство аппаратуры, разработанной в институте, было налажено с 1959 года на заводе ЛНИРТИ (ныне завод «Навигатор»). C 2009 года входит в состав Концерна ПВО «Алмаз-Антей».

## История
Решение о создании института который бы занимался созданием единого временного и навигационного поля СССР было принято в 1956 году Совмином СССР. Институт создавался для нужд активно развивавшей ракетной промышленности СССР. Коллектив нового НИИ-195 был сформирован из конструкторов уже существовавшего Научно-исследовательского института по радионавигационной технике и Государственного всесоюзного научно-исследовательский института № 619 (впоследствии ЛНПО «Вектор»).
В 1957 году специалисты института занимались разработкой системы единого времени для синхронизации измерительных и управляющих средств, использовавшихся при запуске первого спутника Земли. Работа велась под руководством конструктора Н. А. Бегуна который за эту разработку был удостоен Ленинской премии СССР.
В 1961 году из стен института вышла система единого времени «Бамбук», которая использована при запуске в космос первого космонавта Земли Ю. А. Гагарина (главные конструктора Н. А. Бегун и Л. Д. Васин).
В 1965 году были сконструированы и созданы комплекты аппаратуры бортового синхронизирующего устройства (БСУ) для космических комплексов наблюдения поверхности Земли с поставкой необходимой контрольно-измерительной аппаратуры.
В 1966 году институт сменил название и стал называться «Ленинградский научно-исследовательский радиотехнический институт» (ЛНИРТИ) под этим название он просуществовал до 1991 года. В 1967 году под руководством конструктора Е. Ю. Сентянина была разработана измерительная аппаратура для космических метеорологических спутников Земли серии «Метеор». В дальнейшем институт выпустил более сорока видов бортовых синхронизирующих устройств, в том числе, для национальных программ «Космос», «Метеор», «Ресурс», «Океан», как для нужд народного хозяйства СССР, так и для оборонного комплекса страны.
В 1969 году была разработан и введена в эксплуатацию импульсно-фазовая радионавигационная система длинноволнового диапазона «Чайка», предназначенная для определения координат самолётов и кораблей с погрешностью от 50 до 100 метров. В 1970 году при освоении космоса была выявлена проблема большой погрешности выявления координат тех или иных объектов, для решения этой проблемы были разработаны высокоточные астрономические установки (ВАУ), способные определять свои координаты с погрешностью не более 20 метров. РИРВ разрабатывал и поставлял аппаратуру единого времени для синхронизации шкал времени ВАУ.
На протяжении 1980-х годов институтам были разработаны морские автоматизированные радиомаяки, была введена в эксплуатацию Восточная цепь импульсно-фазовой РНС.
В 1990 году специалистами НИИ была разработана и запущена Государственная система единого времени и эталонных частот (ГСЕВЭЧ), точность синхронизации шкал времени приёмных пунктов системы составляла не более 1 мкс. В 1993 году была запущена система ГЛОНАСС. В 1996 году запущена Северная цепь импульсно-фазовой РНС длинноволнового диапазона «Чайка».
Начиная с 2000-х годов РИРВ занимается разработкой и серийным выпуском частотно-временной аппаратуры, синхронизирующей аппаратуры, навигационной аппаратуры. Среди проектов отношение к которым имеют конструктор института можно выделить системы «Альфа», «Чайка», «Лоран-С», ГЛОНАСС, GPS, Gallileo.
С 4 октября 2022 года, из-за вторжения России на Украину, институт находится под санкциями США, Японии, Канады, всех стран Евросоюза и ряда других государств.